# فیلینه والدارنو
فیلینه والدارنو (به ایتالیایی: Figline Valdarno) یک کومونه در ایتالیا است که در استان فلورانس واقع شده‌است.

## خصوصیات
فیلینه والدارنو ۷۱٫۷ کیلومترمربع مساحت و ۱۷٬۰۲۵ نفر جمعیت دارد و ۱۲۶ متر بالاتر از سطح دریا واقع شده‌است.

## خواهرخوانده
شهرهای فونگزاشتات و راه‌آب خواهرخوانده‌های فیلینه والدارنو هستند.